# NGC 3258
NGC 3258 (również PGC 30859) – galaktyka eliptyczna (E1), znajdująca się w gwiazdozbiorze Pompy. Odkrył ją John Herschel 2 maja 1834 roku. Należy do Gromady Antila i jest jedną z jej pięciu galaktyk dominujących.
W galaktyce tej zaobserwowano supernową SN 2010hx.